# Originea secuilor
Teoriile științifice despre originea secuilor pot fi împărțite în patru grupuri principale. Cronicile medievale au declarat în unanimitate că secuii au fost descendenți ai hunilor și s-au stabilit în Bazinul Panonic secole înainte ca maghiarii să cucerească teritoriul la sfârșitul secolului al IX-lea. Această teorie este respinsă de majoritatea specialiștilor moderni. Potrivit unei ipoteze moderne acceptate la scară largă, secuii erau inițial un popor turcic care s-a alăturat maghiarilor în Stepele pontice. Alți cercetători spun că secuii sunt urmași ai grăniceriilor Regatului Ungariei care s-au stabilit în regiunea cea mai estică a Bazinului Panonic și care și-au păstrat privilegiile timp de secole. Conform unei a patra teorii, secuii provin din populația avară târzie a Transilvaniei.

## Cronici medievale
Cronicile medievale asociau secuii cu hunii, susținând că atât hunii, cât și ungurii se trăgeau din sciți. Savanții medievali au fost de asemenea de acord că secuii erau deja prezenți în Bazinul Panonic înainte ca ungurii (sau maghiarii) să cucerească teritoriul. La începutul secolului al XIII-lea, cronica Gesta Hungarorum a fost prima care a menționat că secuii „erau anterior oamenii” lui Attila. Conform aceleiași surse, secuii „și-au dat fiii ca ostatici împreună cu diverse daruri” căpeteniei maghiare, Ősbő, la râul Körös înainte de a se alătura campaniei sale împotriva lui Menumorut.
Simon de Kéza a declarat că secuii erau „rămășițe ale hunilor” care „au rămas pe câmpia Csigla” după căderea Imperiului Hunic. Spre deosebire de Gesta Hungarorum, spunea Kéza, secuii s-au alăturat maghiarilor „la granițele Ruteniei” când ungurii au traversat Munții Carpați. Toate cronicile maghiare ulterioare au repetat povestea lui Kéza și majoritatea cărturarilor au acceptat identificarea secuilor cu hunii timp de secole. Teoria a fost menționată și în Tripartitum-ul lui Ștefan Werbőczy, care a fost publicat de mai multe ori în Ținutul Secuiesc după 1517. În consecință, nu se poate decide dacă tradiția proprie, bine documentată a secuilor despre originea lor hunică este o parte autentică a folclorului lor sau este doar o adoptare a unei invenții științifice medievale. Majoritatea secuilor încă se consideră descendenți ai hunilor, dar majoritatea erudiților moderni resping această teorie.
„Există... în Transilvania, nobili privilegiați care se numesc Scythuli, urmași ai poporului scit când au venit pentru prima data în Câmpia Panonică, pe care îi chemăm cu o denumire greșită: Secui. Ei se bucură de legi și obiceiuri destul de diferite sunt foarte iscusiți în luptă, își impart și își distribuie moștenirile și titlurile între ei prin triburi și neamuri și descendență din neamuri, în maniera străbunilor.”—Tripartitum

## Perspectivă modernă
Lingvistul Pál Hunfalvy a fost primul cărturar care a pus sub semnul întrebării asocierea secuilor cu hunii în anii 1870. Cu toate acestea, savanții nu au ajuns la un consens cu privire la originea secuilor. Teoriile moderne pot fi împărțite în trei mari grupuri.

### Avarii târzii
Cronicile medievale sunt dovezi că Secuii au fost priviți ca un grup etnic distinct care s-a stabilit în bazinul carpatic înaintea ungurilor. Unii cercetători (în special Gyula László și Pál Engel) spun că secuii sunt descendenții direcți ai populației „avare târzii” din regiune. Perioada „avarilor târzii” a început în jurul anului 700 d. Hr. și a durat aproximativ un secol. Artefactele (în principal catarame și capete de curele) decorate cu modele florale și grifoni sunt elementele cele mai prezentate ale ansamblurilor pentru această perioadă. László și Engel atribuie acest nou orizont arheologic unui grup de onoguri care fugiseră din stepele pontice în Occident după ce khazarii le-au distrus imperiul în jurul anului 680. Potrivit majorității cărturarilor, onogurii vorbeau o limbă turcică, dar László a propus că erau un grup de limbă maghiară. O cartă a lui Ludovic Germanul, regele Franciei de Est, menționa Wangariorum marcas („frontiera lui Wangars”) în jurul anului 860, sugerând că onogurii locuiau încă în cea mai vestică regiune a bazinului carpatic în a doua jumătate a anului secolul al IX-lea. Majoritatea cărturarilor resping asocierea secuilor cu „Avarii târzii” sau cu onogurii.

### Grup social: grăniceri maghiari
Secuii vorbesc limba maghiară „fără nici o urmă de substrat turc”, indicând faptul că nu au avut o schimbare de limbă în întreaga lor istorie, potrivit erudiților, care propun că secuii au fost urmași ai unor grupuri maghiare privilegiate. Majoritatea toponimelor din Ținutul Secuiesc sunt de origine maghiară, arătând că secuii vorbeau maghiară când s-au stabilit în regiune.  Cele trei dialecte maghiare principale din Ținutul Secuiesc sunt strâns legate de variantele maghiare vorbite de-a lungul granițelor vestice și sud-vestice ale regatului medieval al Ungariei. Dialectul secuiesc din Mureș este similar cu dialectele vorbite de comunitățile maghiare de lângă Pressburg (acum Bratislava în Slovacia) și din sudul Burgenlandului. Varianta maghiară din Odorheiul Secuiesc este strâns legată de limba maghiarilor din comitatul Baranya și Slavonia. Dialectul comunităților secuiești din est este conectat la varianta maghiară a Burgenlandului.
Un alt fenomen social important susține teza grupului social. Dacă bărbații secui s-au mutat în orașele sau satele din Ținutul Secuiesc, aceștia și-au pierdut imediat statutul social și identitatea secuiescă, în plus, noii orășeni și sătenii secui s-au considerat reciproc străini. De asemenea, confirmă faptul că secuii s-au considerat mai degrabă un grup social special maghiar decât un grup etnic separat în perioada medievală și timpurie modernă. Un fenomen social foarte asemănător și o nouă identitate locală puternică au apărut în regiunea Hajdúság din Ungaria la începutul perioadei moderne, când soldații Hajdú au primit privilegii feudale și propriul teritoriu de la prințul Ștefan Bocskai.

### Popoare asociate
Potrivit unei teorii științifice larg acceptate, secuii a fost inițial un popor turc care s-a alăturat maghiarilor în stepele pontice (la est de bazinul carpatic). Dovezi scrise atestă că secuii au fost considerați un grup etnic diferit în Evul Mediu. Simon de Kéza a scris despre „forțele maghiare și secuiești” ale lui Andrei al II-lea al Ungariei; o cartă a lui Wilhelm, episcopul Transilvaniei, îi distinge pe unguri și secui în 1213. Secuii au fost enumerați împreună cu alte popoare în Evul Mediu, indicând, de asemenea, că erau considerați un grup etnic separat. În 1250, o cartă regală a enumerat sașii, vlahii, secuii și pecenegii atunci când menționează o campanie împotriva Bulgariei; cronicile maghiare din secolul al XIV-lea scriau despre secui și pecenegi în bătălia de la Olšava.

## Teorii alternative
Savantul umanist Petrus Ransanus a fost primul care a propus o teorie alternativă despre originea secuilor. Pornind de la forma latină Siculus a etnonimului lor, el a spus că soldații sicilieni care ar fi luptat în armata lui Attila erau strămoșii secuilor. Preotul iezuit Ferenc Fasching a declarat că secuii erau urmași ai unui grup iaș pe care Béla al IV-lea al Ungariei l-ar fi stabilit în Transilvania. Nicolae Iorga propus că secuii erau inițial români, dar a abandonat această teorie.